# Karlijn Saris
Karlijn Saris (1995) is een Nederlandse onderzoeksjournalist. Na haar studies geneeskunde en filosofie deed ze de master Journalistiek.
Tijdens haar studie in Groningen was zij hoofdredacteur van de Groninger Studentenkrant. 

## Loopbaan
Na haar stages op de redacties Binnenland en Economie van NRC Handelsblad en een tweejarig traineeship onderzoeksjournalistiek De Groene Amsterdammer via het Fonds Bijzondere Journalistieke Projecten, werd ze redacteur medische wetenschap bij NRC. Daar werkt ze als journalist met de specialisaties gezondheid en maatschappij. In haar werk ligt de focus op medische wetenschap, gezondheid en ethiek. 

## Erkenning
Met Bijou van der Borst, Romy van Dijk, Coen Ramaer en Janna Nieuwenhuijzen won Saris de ASN Aanmoedigingsprijs voor Gooien met grond: de verdozing van Nederland. Uit het onderzoek voor Investico en De Groene Amsterdammer bleek dat de keuzes van overheden tot dramatische gevolgen kunnen leiden.
Samen met Joris Verbeek, Sahra Mohamed en Coen van de Ven schreef ze het artikel Misogynie als politiek wapen. Daarvoor onderzochten ze de online haat en agressie die vrouwelijke politici ondervinden. Het artikel dat in 2021 verscheen in De Groene Amsterdammer won de journalistieke prijs De Tegel in de categorie 'CBS Data'. In 2022 won hetzelfde artikel de Carla Atzema Soroptimistprijs, een prijs van het Vrouwenfonds voor diegene(n) die de rechten en positie van vrouwen in de maatschappij de voorafgaande twee jaar het best onder de aandacht hebben weten te brengen.

## Prijzen
- De Loep 2024 - ASN Aanmoedigingsprijs 2022
- De Tegel - CBS Data
- Carla Atzema Soroptimistprijs